# Берта Зульцбахская
Бе́рта фон Зульцбах (нем. Bertha von Sulzbach; 1110, Зульцбах — 1159, Константинополь) — византийская императрица, первая жена императора Мануила I Комнина.

## Происхождение
Берта Зульцбахская была дочерью Беренгара II, графа Зульцбахского (ум. 3 декабря 1125 г.), и его второй жены, Аделхайд Вольфратхаузен. Она была сестрой Герхарда Зульцбаха II и Гертруды фон Зульцбах, которая вышла замуж за германского короля Конрада III.

## Брак
Послы императора Византии Иоанна II Комнина прибыли в Германию, ища союза в борьбе против норманнского короля Сицилии Рожера II. Чтобы скрепить союз, послы просили Конрада III отдать принцессу из его семьи замуж за сына императора, Мануила. Конрад предпочёл выдать замуж свою свояченицу Берту, отправив её в Грецию в сопровождении Эмих фон Лейнингена, епископа Вюрцбургского.
К моменту прибытия Берты в Византию император Иоанн уже умер, и Мануил стал царствующим императором. Мануил откладывал свадьбу с Бертой три года и женился вскоре после праздника Богоявления в 1146 году, после чего она стала императрицей под именем Ирина («стандартное» имя, дававшееся рождённым за рубежом принцессам).
Византийские историки отмечали скромность и благочестие императрицы и отсутствие у неё тяги к роскоши.
В браке императрица родила Мануилу двух дочерей: Марию (1152—1182), вышедшую замуж за Ренье Монферратского, и Анну (1154—1158), умершую в четырёхлетнем возрасте.
Умерла в 1159 году, после чего Мануил женился в 1161 году на Марии Антиохийской.